# MN 15. Gépesített Lövészhadosztály
A Magyar Néphadsereg 15. Gépkocsizó Lövészhadosztály a Magyar Néphadsereg magasabb egysége volt 1963-1987 között.

## Története
A 15. Gépkocsizó Lövészhadosztályt 1963. szeptember 1-én hozták létre Nyíregyházán, mint kerethadosztályt az 5. Hadsereg alárendeltségében. Az alakulatok 15-20%-ban voltak csak személyzettel feltöltve. Technikai ellátottsága is szerény volt. A Magyar Néphadsereg ún. második lépcsős hadosztálya volt fennállása során.
1966. november 1-vel az 5. Hadsereg alárendeltségéből átkerült az akkor felállított ceglédi 3. Hadtest állományába. Az 1970-es években a "gépkocsizó" megnevezést a Magyar Néphadsereg többi hadosztályához képest nem változtatták meg "gépesítetté", mert az 1980-as évekig nem történt meg a PSZH-kal való ellátottsága. Az első lépcsős dunántúli hadosztályok egyes ezredei átfegyverzésre kerültek BMP–1-re, és a felszabaduló PSZH-k kerültek át a második lépcsős alakulatokhoz, a 15. Gépkocsizó lövészhadosztály-nál csak a nyíregyházi 65. gépesített lövészezred rendelkezett PSZH-kal. A 45. és 48. gépkocsizó lövészezred, a lövészek szállítására csak tehergépkocsikat vonultatott be, mozgósítás esetén, polgári vállalatoktól. A "nehéz" fegyverzeti eszközei a hatvanas évek közepének - hetvenes évek elejének színvonalán voltak a felszámolásakor. A hadosztály neve helyesen a felszámolásáig: Magyar Néphadsereg 15. Gépkocsizó Lövészhadosztály maradt!
1987. augusztus 31-ével a hadosztályt a RUBIN-feladat értelmében felszámolták és a megmaradt alakulatokat átszervezték vagy megszüntették.

## A hadosztály alakulatai az 1980-as években
- MN 115. Híradó Zászlóalj (Nyíregyháza)
- MN 103. Rendészeti Komendáns Zászlóalj (Nyíregyháza)
- MN 67. Felderítő Zászlóalj (Nyíregyháza)
- MN 48. Gépkocsizó Lövészezred (Debrecen)
- MN 65. Gépesített Lövészezred (Nyíregyháza)
- MN 45. Gépkocsizó Lövészezred Mozgósítás ("M") Előkészítő Törzs (Nyíregyháza)
- MN 44. Harckocsi Ezred (Abasár)
- MN 17. Tüzérezred Mozgósítás ("M") Előkészítő Törzs (Jászberény)
- MN 87. Légvédelmi Tüzérezred Mozgósítás ("M") Előkészítő Törzs (Karcag)
- MN 71. Páncéltörő Tüzérosztály Mozgósítás ("M") Előkészítő Törzs (Karcag)
- MN 94. Harckocsi Felderítő Zászlóalj (Harcászati Rakétaosztály) (Nyíregyháza)
- MN 15. Rádiótechnikai Század (Mozgósítás előkészítő törzse sem volt, a 4. Rádiótechnikai Század alakította volna meg, "M" esetén.) (Verpelét)
- MN 81. Vegyvédelmi Század (Mozgósítás előkészítő törzse sem volt,a hadosztály vegyivédelmi szolgálata alakította meg "M" esetén.) (Nyíregyháza)
- MN 61. Ellátó Zászlóalj (Nyíregyháza)
- MN 55. Egészségügyi Zászlóalj (Nyíregyháza)
- MN 23. Műszaki Zászlóalj (Orosháza)
- MN 83. Javítózászlóalj (Nyíregyháza)